# Hellurnar
Hellurnar før 2011 Hellur (dansk: Heller) er en bygd på Færøerne. Den ligger på østkysten af Eysturoy på sydsiden af Oyndarfjørður fjord. Hellur ligger i Fuglafjarðar kommuna til trods for nærheden til bygden Oyndarfjørður, som blev indlemmet i Runavíkar kommuna i 2005. 1. januar 2025 havde Hellur 10 indbyggere.1925 havde bygden 84 indbyggere.
Hellurnar har vejforbindelse til Oyndarfjørður og til bygderne ved Skálafjørður. Bygdens postnummer er FO-694.
I fjorden Oyndarfjørður udenfor bygden har Marine Harvest et lakseopdræt.

## Historie
Stedet var oprindelig en udmark til Fuglafjørður og blev kaldt á Hellum. Tidligere havde fårehyrderne et hus på stedet, Topphús, hvor de kunne overnatte. På grund de gode opdyrkningsmuligheder og den korte afstand til de nordlige fiskefelter, blev stedet i 1849 bosat som en udflytterbygd af nybyggere fra Lamba.
1907 oprettede en købmand fra Fuglafjørður en handelsfilial, som blandt andet soltørrede saltede torsk til
klipfisk.
Før 1923 foregik skoleundervisningen i privat seks gange om året, men samme år blev der bygget en skole, hvor en vandrelærer underviste hver anden uge. Skolen er siden blevet nedlagt og er nu indrettet til bønhus (kapel), der fungerer både som bygdens kirke og forsamlingshus.

## Bønhúsið á Hellunum
Bønhuset blev indviet den 31. oktober 1976 og fik sit nuværende udseende i 1994. Bønhuset er opført af beton og er hvidmalet, mens taget af bølgeblik er grønt. I vestenden er der opført et lille tårn med et sort pyramidetag, hvis underetage fungerer som indgang. Den nuværende klokke stammer fra Argir kirkja. En nyere klokke er støbt hos Jysk Klokkestøberi i Brønderslev i 1933. Den er 50 cm i diameter og vejer 85 kg. Alteret er et enkelt bord med en syvarmet lysestage - på væggen bagved hænger et krucifiks. Under loftet hænger en model af en "borðbátur", en træbåd med et mindre sejl. Dette er fremstillet og givet til kirken af Jan Toftegaard i Fuglafjørður. Et bønhus er et kapel anvendt til gudstjenester og lignende.

## Sagn
En kæmpe fra Suðuroy kom til Oyndarfjørður for at teste sin styrke. Ingen turde kæmpe imod ham. Befolkningen i Oyndarfjørður opfordrede landmanden Sjúrður til at udfordre kæmpen. Han ville have sin yngste søn, Sjúrður, til at prøve. De kæmpede og Sjúrður den yngre slog kæmpen. Hans far betalte ham godt for denne bedrift.
Hver gang man krydser toppen af passet Skarðið møder man to store varder, skal der ifølge gammel skik kastes tre små sten mod varderne, mens man siger: "I Faderens og Sønnens og Helligåndens navn." Dette er beregnet til både at beskytte en mod at fare vild og velsigne rejsen.

## Galleri
| - Bønhúsið á Hellunum - Hellurnar - Hellurnar |

## Turisme
Der går to Vardestier fra Hellurnar til Fuglafjørður. Den gamle sti begynder ved kirkegården, mens strandstien begynder efter man har passeret grundfjeldet mellem Rættarvegur 8 og 12. Begge stier er markeret med pæle. Strandstiens gamle gelændere blev udskiftet i 2019 og nye gelændere er installeret for at gøre stien mere sikker.